# Tlaxcalantongo
Tlaxcalantongo es un pueblo del estado mexicano de Puebla, localizado en la Sierra Norte de Puebla, en el Municipio de Xicotepec. En este lugar, el 21 de mayo de 1920 murió asesinado el presidente de México, Venustiano Carranza.
Tlaxcalantongo está ubicado en la región de la Sierra Norte de Puebla, en las coordenadas 20°18′54″N 97°52′22″O / 20.31500, -97.87278 y a 1,885 metros sobre el nivel del mar y tiene una población de 1,948 habitantes. Tlaxcalantongo es una pequeña población rural dedicada a actividades agropecuarias, entre las que destaca el cultivo del café.

## Historia
La población ha destacado por ser el sitio de la muerte del presidente Venustiano Carranza, quien murió en condiciones inciertas la madrugada del 21 de mayo de 1920; Carranza había arribado a la población la tarde del día anterior, huyendo de las fuerzas rebeldes afines a los sonorenses y al Plan de Agua Prieta que habían cortado su retirada de la Ciudad de México hacia el puerto de Veracruz, por lo que se vio obligado a trasladarse a caballo por la Sierra Norte de Puebla, creyendo que el pueblo estaba en manos de soldados fieles a su gobierno, como le había asegurado el general Rodolfo Herrero, Carranza y su séquito decidieron pasar la noche en él pero Herrero los traicionó y en la madrugada el pueblo fue asaltado por fuerzas rebeldes, muriendo Carranza en el intercambio de disparos. Desde entonces el pueblo de Tlaxcalantongo se ha dado a conocer por este hecho histórico convirtiéndolo en un buen lugar turístico lleno de hermosos paisajes y un monumento en memoria del expresidente de México.